# Australoschendyla albanyensis
Australoschendyla albanyensis är en mångfotingart som beskrevs av Jones 1996. Australoschendyla albanyensis ingår i släktet Australoschendyla och familjen småjordkrypare. Inga underarter finns listade i Catalogue of Life.